# Psychoda notatipennis
Psychoda notatipennis är en tvåvingeart som beskrevs av Enrico Adelelmo Brunetti 1913. Psychoda notatipennis ingår i släktet Psychoda och familjen fjärilsmyggor. Inga underarter finns listade i Catalogue of Life.